# Lenalidomid
Lenalidomid (Handelsname: Revlimid, Hersteller: Celgene) ist ein Arzneistoff aus der Gruppe der Immunmodulatoren. Es leitet sich strukturell vom Thalidomid ab und wird wie dieses zur Behandlung des multiplen Myeloms eingesetzt. Weitere Anwendungsgebiete sind das myelodysplastische Syndrom (MDS), das Mantelzelllymphom und das follikuläre Lymphom. Aufgrund der  strukturell bedingt pharmakologisch ähnlichen Wirkung wie die des Contergan-Wirkstoffs Thalidomid, welcher für tausende Fehlbildungen an ungeborenen Kindern in den 1950ern verantwortlich war, unterliegt die Therapie mit Lenalidomid besonderen Abgabe- und Anwendungsvorschriften.

## Anwendungsgebiete / Zulassungsstatus
Lenalidomid wird eingesetzt in der Behandlung von erwachsenen Patienten mit unbehandeltem multiplem Myelom, die nicht transplantierbar sind. Der Wirkstoff wurde vom Ausschuss für Humanarzneimittel (CHMP) der Europäischen Arzneimittelagentur 2003 für dieses Anwendungsgebiet als Arzneimittel für seltene Leiden (Orphan-Arzneimittel) ausgewiesen und als solches im Gemeinschaftsregister der Europäischen Union eingetragen.
Lenalidomid ist in den USA, der Europäischen Union, der Schweiz, in Argentinien und Kanada für eine Kombinationstherapie mit Dexamethason bei Patienten mit einem multiplen Myelom zugelassen, die bereits eine Standardtherapie erhalten haben. Darüber hinaus ist Lenalidomid in Verbindung mit Dexamethason in Australien zur Behandlung von Patienten mit multiplem Myelom zugelassen, deren Krankheit sich nach einer Therapie verschlimmerte.
Im New England Journal of Medicine (NEJM) wurden im Mai 2012 die Ergebnisse dreier Phase-III-Studien zu Lenalidomid an Probanden mit neu diagnostiziertem multiplen Myelom veröffentlicht.
Im Jahr 2019 evaluierten Piechotta et al. in einer Cochrane-Übersichtsarbeit, inwieweit Lenalidomid zur Behandlung des multiplen Myeloms mit anderen Medikamenten verglichen werden kann. Dies wurde mit der alleinigen Therapie mit Melphalan und Prednison verglichen. Folgendes waren die Ergebnisse: Lenalidomid plus Dexamethason und die fortlaufende Gabe von Bortezomib plus Lenalidomid plus Dexamethason verursachen wahrscheinlich eine Erhöhung des Gesamtüberlebens. Lenalidomid plus Dexamethason und die fortlaufende Gabe von Bortezomib plus Lenalidomid plus Dexamethason verursachen vielleicht eine starke Verlängerung des progressionsfreien Überlebens. Die Gabe von Lenalidomid plus Dexamethason verursacht eventuell eine Verringerung von Polyneuropathien. Die andere Kombination wurde hier nicht evaluiert. Lenalidomid plus Dexamethason und die fortlaufende Gabe von Bortezomib plus Lenalidomid plus Dexamethason verursachen eine ausgeprägte Erhöhung des Abbruchs der Studie seitens der Patienten wegen unerwünschten Ereignissen.
Lenalidomid ist ferner angezeigt für die Behandlung von Patienten mit transfusionsabhängiger Anämie infolge myelodysplastischer Syndrome mit Niedrig- oder Intermediär-1-Risiko in Verbindung mit einer isolierten Deletion 5q als zytogenetische Anomalie, wenn andere Behandlungsoptionen nicht ausreichend oder nicht angemessen sind.
In verschiedenen Studien wird zurzeit (Stand 2015) überprüft, inwieweit Lenalidomid zur Erhaltungstherapie bzw. Therapie der Chronisch Lymphatischen Leukämie (CLL) eingesetzt werden kann. Die ORIGIN-Studie (geplante Laufzeit bis 2018) für die Prüfung von Sicherheit und Wirksamkeit von Lenalidomid als Erstlinientherapie der CLL wurde aufgrund einer erhöhten Sterblichkeitsrate von der US-amerikanischen Food and Drug Administration (FDA) abgebrochen. Die FDA fordert deswegen auch Ärzte dazu auf, Lenalidomid nicht im Off-Label-Use bei CLL zu verschreiben.

## Synthese
Eine in der Literatur beschriebene mehrstufige Synthese von Lenalidomid beginnt mit der Bromierung von Methyl-2-methyl-3-nitrobenzoat mit N-Bromsuccinimid (NBS) in Anwesenheit von Azobis(isobutyronitril) (AIBN), welches die radikalischen Bromierung initiiert. Die Reaktion ist in einem halogenfreien Lösungsmittel möglich; es wurde Methylacetat verwendet. Es entsteht das Zwischenprodukt Methyl-2-brommethyl-3-nitrobenzoat, eine kristalline gelbe Substanz. Diese wird im nächsten Schritt mit 3-Aminopiperidin-2,6-dion-Hydrochlorid in Gegenwart von Kaliumcarbonat (K2CO3) über eine nukleophile Substitution und anschließender Additions-Eliminierungssequenz zu (R,S)-3-(4-Nitro-1-oxo-1,3-dihydro-2H-isoindol-2-yl)-piperidin-2,6-dion umgesetzt, einem Nitro-Precursor des Lenalidomids. Der letzte Schritt, die Hydrierung, erfolgt – platinfrei – unter Zugabe von Eisenpulver und Ammoniumchlorid bei 80 °C. Nach Waschen und Umkristallisieren erhält man das reine Lenalidomid in Form leicht gelblicher Kristalle.

## Wirkungsmechanismus
Lenalidomid gehört wie auch Thalidomid und Pomalidomid zu einer Gruppe peroral bioverfügbarer immunmodulierender Substanzen (engl. immunmodulatory drugs), die das Pharmaunternehmen Celgene unter der Marke IMiDs eingetragen hat. Seine Wirkung beruht auf verschiedenen Mechanismen:
- Hemmung der Proliferation bestimmter hämatopoetischer Tumorzellen
- Hemmung der Produktion entzündungsfördernder (proinflammatorischer) Zytokine, insbesondere TNF-α und Interleukin-6 und Interleukin-12
- Antiangiogenese (Verhinderung oder Minderung der Gefäßneubildung)
- Stimulation von T-Zellen und natürlichen Killerzellen (NK-Zellen) und in der Folge Verbesserung der durch diese Zellen vermittelte Immunität gegen Tumorzellen
- Erhöhung der natürlichen Killer-T-Zellen (NKT-Zellen)
- Steigerung der Blutbildung (Erythropoese)

Den Hauptwirkmechanismus bildet die Ubiquitinierung, durch die ein Großteil der weiteren Wirkweise eingeleitet wird.
Lenalidomid wirkt im menschlichen Körper auf unterschiedliche Weisen. Es beeinflusst zum einen die bösartigen Tumorzellen direkt, indem es das Wachstum der Myelomzellen hemmt. Zum anderen verstärkt Lenalidomid die Immunantwort und erwirkt eine Veränderung des Knochenmarks, welches beim multiplen Myelom eine zentrale Rolle spielt. Außerdem wird die Angiogenese der Tumorzellen beeinträchtigt.
Als unerwünschte Wirkung können sekundäre Malignome auftreten, wie eine US-amerikanische Studie von 2005 bis 2009 zeigte.

### Ubiquitinierung
Die antitumoralen Eigenschaften Lenalidomids lassen sich vordergründig auf die Degradation der beiden Transkriptionsfaktoren Ikaros (IKZF1) und Aiolos (IKZF3) zurückführen.
Der Immunmodulator bindet über die Dicarboximidgruppe in der Bindungstasche des Targetmoleküls Cereblon (CRBN), welches den Substrat-Rezeptor der CRL4 CRBN E3-Ubiquitin-Ligase darstellt. Der E3-Ubiquitin-Ligase-Komplex ist für die posttranslationale Modifikation der Ubiquitinierung zuständig, durch die hohe Substratspezifität Lenalidomids können die beiden Zinkfingerproteine IKZF1 und IKZF3 nun an dem Komplex binden und entsprechend markiert werden. Die krankheitsspezifischen Proteine werden vom Proteasom erkannt und abgebaut. Durch den Wegfall der als Repressor dienenden Transkriptionsfaktoren für Interleukin-2 steigt entsprechend dessen Produktion.

### Wirkung auf Tumorzellen

#### Hemmung der Proliferation
Lenalidomid stoppt den Zellzyklus der Tumorzellen zwischen der G0- und der G1-Phase. Zudem regt das Molekül verstärkt die Produktion des CDK-Inhibitor 1 an, welcher die Cyclin-abhängige Kinasen, die die Mitose der Tumorzellen einleiten, hemmt. Die Zellteilung und das Wachstum der Tumorzellen wird auf Grund dieser beiden Vorgänge verhindert.

#### Apoptose der Tumorzellen
Die Apoptose der Tumorzellen durch insgesamt drei Faktoren findet vermehrt statt: Als erstes ist die von Lenalidomid getriggerte Caspase-8-Aktivierung zu nennen. Die Caspase-8 gilt als ein Vermittler für die Apoptose. Weiterhin wird die Sensibilität gegenüber der Fas-induzierten Apoptose gesteigert. Durch die Ligandenbindung an die Fas-Rezeptoren, die sich an der Oberfläche der Tumorzellen befinden, wird dann der programmierte Zelltod eingeleitet. Zuletzt verringert sich die Menge an NF-κB, das als ein anti-apoptotisches Protein fungiert.

#### Immunmodulierende Wirkung
Auf Grund seiner immunmodulierenden Wirkung zählt Lenalidomid wie auch Thalidomid und Pomalidomid zu den Immunmodulatoren (IMiDs). Diese Wirkung wird vor allem durch die Regulation der Zytokine bestimmt. Zytokine dienen im Immunsystem als Botenstoffe zwischen den verschiedenen Immunzellen. Auf der einen Seite wird die Produktion der proinflammatorischen Zytokine wie TNF-α, IL-1, IL-6 und IL-12 gehemmt, auf der anderen Seite wird gleichzeitig die Produktion des antiinflammatorischen Zytokins IL-10 gesteigert. Infolge dieser Regulationen wird die Apoptose der Myelomzellen befördert und die Apoptose der gutartigen Zellen (wie beispielsweise der Monozyten) gehemmt. Lenalidomid stimuliert außerdem die CD3 T-Zellen, was zu einer Th1-Zytokin-Antwort führt. Das heißt, dass IFNγ und IL-2 in größeren Mengen sekretiert werden. Daraus folgt die Stimulation der Proliferation von T-Zellen, natürlichen Killerzellen und natürlichen Killer T-Zellen. Dies wiederum resultiert in der Eliminierung der Tumorzellen durch die natürlichen Killerzellen und den natürlichen Killer T-Zellen und zu einer verbesserten Immunität gegen Tumoren.

#### Antiangiogenese
Lenalidomid wirkt sich negativ auf die Angiogenese aus. Dies geschieht über die Hemmung der angiogenetischen Faktoren wie VEGF und BFGF, welche von den Tumorzellen freigesetzt werden. In der Folge wird das Wachstum der Tumoren gestoppt. Des Weiteren hemmt der Wirkstoff Zelladhäsionsmoleküle, wie zum Beispiel ICAM-1, wodurch der Zusammenhalt des Gewebes gestärkt wird. Demzufolge kann die Metastasierung und weitere Invasion der Tumoren eingedämmt werden.

## Sicherheitsvorkehrungen und Anwendungsbeschränkungen
Weil Lenalidomid vermutlich auch beim Menschen fruchtschädigend wirkt, muss die Anwendung unter einem Schwangerschaftsverhütungsprogramm für gebärfähige Frauen und deren Partner erfolgen. Eine mögliche Myelosuppression macht die wöchentlichen Blutbildkontrollen in den ersten acht Behandlungswochen erforderlich. Es besteht ein erhöhtes Risiko venöser Thromboembolien mit dem möglichen Einsatz einer antithrombotischen Prophylaxe. Eine Niereninsuffizienz kann eine Dosisreduktion erfordern. In Deutschland ist die Abgabe lenalidomidhaltiger Arzneimittel durch den § 3a Arzneimittelverschreibungsverordnung reguliert und unterliegt der amtlichen Überwachung, deshalb muss der Arzt für die Verordnung das so genannte T-Rezept verwenden. Der Arzt muss versichern, die Sicherheitsmaßnahmen gemäß der aktuellen Fachinformation einzuhalten, insbesondere auch, erforderlichenfalls ein Schwangerschafts-Präventionsprogramm durchzuführen. Ferner muss er auf der Verschreibung vermerken, ob die Behandlung innerhalb oder außerhalb (Off-Label-Use) der jeweils zugelassenen Anwendungsgebiete erfolgt.
Das Schwangerschafts-Präventionsprogramm verpflichtet gebärfähige Frauen, mindestens vier Wochen vor Beginn der Behandlung mit Lenalidomid, während der gesamten Behandlungsdauer und für mindestens vier Wochen nach Beendigung zuverlässig zu verhüten. Alle vier Wochen muss ein negativer Schwangerschaftstest dokumentiert werden. Männer dürfen keinen Samen spenden und müssen beim Geschlechtsverkehr mit schwangeren Frauen oder Frauen, die nicht sicher verhüten, Kondome verwenden, um etwaige Fehlbildungen beim Kind zu unterbinden.
Im Dezember 2012 verschickte der Hersteller Celgene eine Mitteilung an Angehörige der Heilberufe (Rote-Hand-Brief) zum Risiko des Auftretens von Lebererkrankungen in Zusammenhang mit der Anwendung von Lenalidomid bei Vorliegen von anderen Risikofaktoren.

## Vergleich mit Thalidomid und Pomalidomid

### Struktur

Chemische Strukturen von Thalidomid, Pomalidomid und Lenalidomid im Vergleich

Thalidomid, Pomalidomid und Lenalidomid liegen mit einer leicht unterschiedlichen räumlichen Ausrichtung mit der Dicarboximid-Gruppe (in der Abbildung hellblau unterlegt) in der Bindetasche des CRBN. Dies ist auf die strukturellen Unterschiede zurückzuführen, welche in verschiedenen Wechselwirkungen mit den Aminosäuren des CRBN resultieren. Allen drei Molekülen gemeinsam ist die Glutarimid-Struktur (blau). Unterschiede entstehen durch Variationen am Pthaloyl-Ring des Thalidomids: Lenalidomid und Pomalidomid besitzen am C4-Atom zusätzlich eine Aminogruppe. Dem Lenalidomid fehlt zudem eine Oxogruppe am C3-Atom, weshalb man bei dem Strukturelement von einem 1-Oxoisoindolin (hellgrün unterlegt) mit Aminogruppe spricht.
Lenalidomid hat eine stärkere antiangiogene und antineoplastische Wirkung als Thalidomid.

### Teratogenität
Wegen der Strukturverwandtschaft zu der beim Menschen bekanntermaßen teratogen (fruchtschädigend) wirkenden Substanz Thalidomid (Contergan) ist bei Anwendung von Lenalidomid während der Schwangerschaft beim Menschen ebenfalls ein teratogener Effekt zu erwarten. Im Versuchen an Affen durch Lenalidomid verursachte Fehlbildungen sind vergleichbar mit jenen, die für Thalidomid beschrieben sind.
Eine Studie zur embryofetalen Entwicklung an Affen zeigte, dass Lenalidomid beim Nachwuchs weiblicher Affen, die den Wirkstoff während der Trächtigkeit erhielten, zu äußerlichen Fehlbildungen, einschließlich nicht geöffnetem Anus oder Fehlbildungen der oberen bzw. unteren Extremitäten führte. Auch wurden bei den Affenfeten vereinzelt viszerale Veränderungen beobachtet (Farbveränderungen, rote Herde an verschiedenen Organen, kleine Tumoren über der Atrioventrikularklappe, verkleinerte Gallenblase, Zwerchfellmissbildung).
Ursache für die Teratogenität ist die Wirkweise der Immunmodulatoren, anstelle der krankheitsspezifischen Proteine den Transkriptionsfaktor SALL4, der für das Wachstum und die Ausbildung der Extremitäten wichtig ist, über den Phthalimidring des ImiDs an den E3-Ubiquitin-Ligase-Komplex binden. Dies führt wiederum zur Ubiquitinierung des Substrats und dessen Degradation. Durch den Wegfall von SALL4 kommt es dann zu Fehlbildungen am ungeborenen Leben – die schwer und lebensbedrohlich sein können –, wie dem Fehlen (Aplasien) oder Verkürzungen (Dysmelien) von Händen und Füßen, des Verdauungstrakts, der Genitalien.

## Nebenwirkungen
Als häufigste Nebenwirkungen werden Abnahme der weißen Blutkörperchen (Neutropenie), der Blutplättchen (Thrombozytopenie) und der roten Blutkörperchen (Anämie), Müdigkeit, Kraftlosigkeit, Übelkeit, Verstopfung, Durchfall, Muskelkrämpfe, Schwellungen in Armen und Beinen und Hautausschlag beobachtet.

## Chemische Eigenschaften
Lenalidomid ist chiral und kann daher in den optisch aktiven enantiomeren Formen (S)-(−) und (R)-(+) vorliegen, pharmazeutisch verwendet wird das Racemat [1:1-Gemisch von (S)-(−)-Form und (R)-(+)-Form]. Lenalidomid ist in 0,1 N Salzsäure gut löslich.

## Handelsnamen
Revlimid (EU, CH, USA) und Generika